# Südostasienspiele 1973/Badminton
Titelträger im Badminton wurden bei den Südostasienspielen 1973 in Singapur in fünf Einzel- und zwei Mannschaftsdisziplinen ermittelt. Die Spiele fanden vom 1. bis zum 8. September 1973 statt. Es wurden Platzierungsspiele um den 3. Platz durchgeführt, wobei Chaisak Thongdejsri, Sumol Chanklum (Thailand) sowie Lee Ah Ngo / Tan Khee Wee,
Leong Kay Sine / Lim Choo Eng und Tan Chor Khiang / Yeoh Ah Seng (alle Singapur) in diesen Spielen unterlagen und mit Platz 4 vorliebnehmen mussten.

## Medaillengewinner
| Disziplin    | Gold                                                                                                   | Silber                                                                          | Bronze                                                                                             |
| ------------ | --- | ------------------------------------------------------------------------------- | -------------------------------------------------------------------------------------------------- |
| Herreneinzel | Punch Gunalan                                                                                          | Tan Aik Mong                                                                    | Bandid Jaiyen                                                                                      |
| Dameneinzel  | Sylvia Ng                                                                                              | Rosalind Singha Ang                                                             | Thongkam Kingmanee                                                                                 |
| Herrendoppel | Sangob Rattanusorn Bandid Jaiyen                                                                       | Dominic Soong Punch Gunalan                                                     | Pornchai Sakuntaniyom Chirasak Champakao                                                           |
| Damendoppel  | Sylvia Ng Rosalind Singha Ang                                                                          | Thongkam Kingmanee Sirisriro Patama                                             | Pachara Pattabongse Sumol Chanklum                                                                 |
| Mixed        | Chirasak Champakao Pachara Pattabongse                                                                 | Pornchai Sakuntaniyom Thongkam Kingmanee                                        | Punch Gunalan Sylvia Ng                                                                            |
| Herrenteam   | Thailand Chirasak Champakao Bandid Jaiyen Sangob Rattanusorn Pornchai Sakuntaniyom Chaisak Thongdejsri | Malaysia Punch Gunalan Moo Foot Lian Dominic Soong Tan Aik Mong                 | Singapur Ahmad Bakar Chan Kong Ming Lee Ah Ngo Ng Chor Yau Tan Ban Chew Tan Khee Wee               |
| Damenteam    | Malaysia Rosalind Singha Ang Sylvia Ng Sylvia Tan Katherine Swee Phek Teh                              | Thailand Sumol Chanklum Thongkam Kingmanee Sirisriro Patama Pachara Pattabongse | Singapur Cindy Cheong Juliana Lee Lee Ah Ngo Leong Kay Peng Leong Kay Sine Lim Choo Eng Peh Ah Bee |

## Spiele um Bronze
| Disziplin    | Bronze                                   | 4.                          | Ergebnis          |
| ------------ | ---------------------------------------- | --------------------------- | ----------------- |
| Herreneinzel | Bandid Jaiyen                            | Chaisak Thongdejsri         | Aufgabe           |
| Dameneinzel  | Thongkam Kingmanee                       | Sumol Chanklum              | nicht ausgetragen |
| Herrendoppel | Chirasak Champakao Pornchai Sakuntaniyom | Lee Ah Ngo Tan Khee Wee     | 15–4, 4–15, 15–11 |
| Damendoppel  | Sumol Chanklum Pachara Pattabongse       | Leong Kay Sine Lim Choo Eng | 15–8, 15–3        |
| Mixed        | Punch Gunalan Sylvia Ng                  | Yeo Ah Seng Tan Chor Khiang | 15–5, 15–6        |

## Finalresultate
| Disziplin    | Sieger                                 | Finalist                                 | Ergebnis     |
| ------------ | -------------------------------------- | ---------------------------------------- | ------------ |
| Herreneinzel | Punch Gunalan                          | Tan Aik Mong                             | 15–8, 15–11  |
| Dameneinzel  | Sylvia Ng                              | Rosalind Singha Ang                      | 11–1, 11–3   |
| Herrendoppel | Bandid Jaiyen Sangob Rattanusorn       | Punch Gunalan Dominic Soong              | 15–10, 18–15 |
| Damendoppel  | Rosalind Singha Ang Sylvia Ng          | Thongkam Kingmanee Sirisriro Patama      | 15–3, 15–5   |
| Mixed        | Chirasak Champakao Pachara Pattabongse | Pornchai Sakuntaniyom Thongkam Kingmanee | 15–11, 15–5  |

## Medaillenspiegel
| Platz | Land     | Gold | Silber | Bronze | Gesamt |
| ----- | -------- | ---- | ------ | ------ | ------ |
| 1     | Malaysia | 4    | 4      | 1      | 9      |
| 2     | Thailand | 3    | 3      | 4      | 10     |
| 3     | Singapur | -    | -      | 2      | 2      |